# マシュー・ジェンセン
マシュー・ジェンセン（Matthew Jensen）は、アメリカ合衆国の撮影監督である。

## 来歴
子供の頃、スミソニアン博物館のクラスを受講していた。南カリフォルニア大学を卒業した。『ゲーム・オブ・スローンズ』、『ファンタスティック・フォー』、『ワンダーウーマン』などの作品で撮影を手がけている。雑誌『バラエティ』で「2017年の注目すべき10人の撮影監督」に選出された。

## フィルモグラフィー

### 長編映画
- Man of the Century （1999年）
- Ratas, Ratones, Rateros （1999年）
- Devil's Pond （2003年）
- Ball Don't Lie （2008年）
- クロニクル Chronicle （2012年）
- フィルス Filth （2013年）
- ファンタスティック・フォー Fantastic Four （2015年）
- ワンダーウーマン Wonder Woman （2017年）
- ワンダーウーマン 1984 Wonder Woman 1984 （2020年）

### テレビドラマ
- ゲーム・オブ・スローンズ Game of Thrones （2011年 - 2013年）